# Ulrik Lindkvist
Ulrik Lindkvist (født 5. marts 1981) er en tidligere professionel dansk fodboldspiller.

## Profil
Ulrik Lindkvist er udviklet i FC Midtjyllands ungdomsafdeling. Han startede med at spille fodbold i Sunds IF, som er en af FC Midtjyllands samarbejdsklubber igennem FCM Klubsamarbejdet. Derefter kom han til Ikast FS, som er en af moderklubberne bag FCM. Som barn voksede han op i Sunds og fik en handelsgymnasieeksamen i Ikast inden han brød igennem i Superligaen.
Lindkvist har repræsenteret Danmark på flere ungdomslandshold gennem tiden.
I en årrække var Lindkvist stamspiller hos FC Midtjylland, hvor han primært spillede i forsvaret som højreback og var kendt for sit hårde og kontante defensive spil. Sammenlagt spillede han 131 kampe for FCM ud af i alt 177 kampe i Superligaen. Han scorede ligeså 4 af sine 6 superligamål hos ulvene.
I juli 2007 skiftede Lindkvist til AGF og i juli 2010 gik turen til Vejle Boldklub og 1. division, hvor han var tilknyttet et halvt år. Endelig tog Lindkvist i marts 2011 en sidste tur på højeste niveau med en halvsæson hos AC Horsens i Superligaen. I sommeren 2011 indstillede han sin professionelle karriere.

## Efter Fodbolden
Efter at have lagt fodboldkarrieren på hylden, indledte Lindkvist sin civile karriere som sælger ved Strandbygaard Grafisk. Som en del af de organisatoriske ændringer ved FC Midtjylland blev Lindkvist i 2012 igen tilknyttet FC Midtjylland som sælger.